# 데드 돈 다이
《데드 돈 다이》(영어: The Dead Don't Die)는 2019년 개봉한 미국의 좀비 코미디 공포 영화이다. 짐 자머시가 감독과 각본을 맡았다. 제72회 칸 영화제(2019) 개막작이자 황금종려상 경쟁 후보작이다.
메타픽션적 성격을 띠며, 등장인물 로니(애덤 드라이버 분)가 짐(짐 자머시)이 자신에게 대본을 통째로 줬기 때문에 끝이 나쁠 것을 미리 알았다고 말하는 등 제4의 벽을 깨는 장면들이 나온다.

## 줄거리
작고 조용한 센터빌 마을에서 시체들이 좀비가 되어 되살아나고, 이에 주민들이 대항한다.

## 출연진
- 빌 머리 - 클리프 로버트슨 서장 역
- 애덤 드라이버 - 로니 피터슨 경관 역
- 틸다 스윈턴 - 젤다 윈스턴 역
- 클로이 세비니 - 민디 모리슨 경관 역
- 스티브 부세미 - 프랭크 밀러 역
- 대니 글러버 - 행크 톰프슨 역
- 케일럽 랜드리 존스 - 보비 위긴스 역
- 설리나 고메즈 - 조 역
- 오스틴 버틀러 - 잭 역
- 로지 퍼레즈 - 포지 워레즈 역
- 에스테르 발린트 - 펀 역
- 이기 팝 - 남자 커피 좀비 역
- 세라 드라이버 - 여자 커피 좀비 역
- RZA - 딘 역
- 캐럴 케인 - 맬러리 오브라이언 역
- 래리 페슨든 - 대니 퍼킨스 역
- 로살 콜론 - 릴리 역
- 스터질 심프슨 - 기타 좀비 역
- 조디 마켈 - 텔레비전의 여성 역
- 샬럿 캠프 뮬 - 패션 좀비 역
- 마이아 델몬트 - 스텔라 역
- 털리아 휘터커 - 올리비아 역
- 자히 디앨로 윈스턴 - 제로니모 역
- 톰 웨이츠 - 밥 “허밋 밥” 역

## 수상
- 2019년 제72회 칸 영화제 후보 황금종려상
- 2019년 제21회 리우데자네이루 국제 영화제 후보 미드나이트 무비스
- 2019년 제45회 새턴상 후보 분장, 공포 영화 부문 작품상
- 2019년 제66회 시드니 영화제 후보 백 바이 파퓰러 디맨드, 특별 상영
- 2019년 제46회 겐트 영화제 후보 갈라 프리미어 및 특별 행사
- 2019년 제54회 카를로비바리 국제 영화제 후보 수평선 부문
- 2019년 제68회 멜버른 국제 영화제 후보 심야 상영, 헤드라이너
- 2019년 제73회 에든버러 국제 영화제 수상 베스트 오브 더 페스트(짐 자머시)
- 2019년 제45회 시애틀 국제 영화제 후보 새로운 미국 영화